# Ernst Christian Rinner
Ernst Christian Rinner (* 29. September 1961 in Eisenerz/Steiermark) ist ein österreichischer Komponist und Musikpädagoge.

## Leben
Ernst Christian Rinner studierte zunächst in den Jahren von 1979 bis 1984 Germanistik, Musikwissenschaft und Musikpädagogik an der Karl-Franzens-Universität Graz. Der Abschluss des Lehramtsstudiums in Germanistik und Musikwissenschaft erfolgte im Jahr 1984 ebenda. Danach studierte er bis zum Jahr 1989 an der Universität für Musik und darstellende Kunst Graz Harmonielehre bei Andrzej Dobrowolski, Tonsatz bei Iván Eröd und Komposition bei Hermann Markus Preßl. Der Abschluss in Komposition erfolgte im Jahr 1989 ebenda.
Ernst Christian Rinner ist als Lehrer in einer Allgemeinbildenden Höheren Schule (BG&BRG Seebachergasse) tätig und zudem Lektor an der Universität für Musik und darstellende Kunst Graz. Im Jahr 1985 wurde Rinner mit dem Musikförderpreis der Stadt Graz ausgezeichnet.

## Werke
- Kompositionen zu den vier Elementen: Wasser, Erde, Luft und Feuer – Improvisierte Musik in beliebiger Besetzung[4]
- Pyrabasis – Feuerritual, für beliebige Besetzung[4]
- Terrassum ad parnassum – für Bassklarinette solo (1984)[4]
- Zentrifuge – Quintett für Flöte, Harfe, Violine, Viola und Violoncello (1984/1988)[4]
- Wandauer Zwölfer – für Kammerorchester (1985)[4]
- Reklame – für Chor nach Texten von Ingeborg Bachmann (1985)[4]
- drudenfüßig – Orgel solo (1985)[4]
- Sonahte mia da Castna – für Perkussion solo (1985)[4]
- Scordatura – Quartett für zwei Violinen, Viola und Violoncello (1986)[4]
- Wanderers Nachtlied oder Umwältsende Veränderungen im Walde – für Klavier solo und Solostimme (1986)[4]
- Durchseezungen – Duo für Flöte und Sopransaxophon (1986)[4]
- Teltschner Almquodlibet – Instrumentalbesetzung (1986)[4]
- greißleriana - Pausen für Klavier – für Klavier solo und Tonbandzuspielung (1986)[4]
- septembertrunken – für Orchesterbesetzung (1986/1987)[4]
- incubus I, II, III – Duo für Flöte und Klavier (1987/1988)[4]
- Akrostichon – Instrumentalbesetzung (1988)[4]
- Planetenquartett – für vier Instrumente mit bestimmter Tonhöhe (1988/1995)[4]
- bypass music – für Oboe solo (1988)[4]
- recycling music – Instrumentalbesetzung (1989)[4]
- Missa DO-SI-MI-LA – für Chor, Orchester und Solostimmen (1989)[4]
- Abgesang – für Gitarre solo (1989)[4]
- In anderem Licht – Trio für Klarinette, Altsaxophon und Klavier (1990)[4]
- Verfall – für Chor solo nach Texten von Georg Trakl (1991)[4]
- Damen-Kontakte – Duo für Marimbaphon und Gitarre mit Synthesizer und Solostimmen Mezzosopran und Sprecherin nach Texten von Margret Kreidl (1993)[4]
- Y. I. – Quartett für Altblockflöte, Cembalo (oder Klavier), Violine und Violoncello nach Texten von Erich Fried (1993)[4]
- abends bracht’ ich reiche Beute – Trio für zwei Violoncelli und Violine (1994)[4]
- Häuptling Abendwind – Musikalisches Lustspiel (1996)[4]